# ثلمة أمام القذالي
الثُّلْمَةُ أَمامَ القَذالِيّ هي عبارة عن ثلم أو أخدود يبلغ طوله حوالي (5 سنتيمتر) أمام الفص القذالي وتحديداً في الجانب السفلي الوحشي للفص القذالي. وتُعتبر الثلمة نقطة استدلال؛ لان الفص القذالي يقع مباشرة خلف الخط الواصل بين الثلمة والشق الجداري اللامي.

## صور إضافية

الثلمة أمام القذالي (تظهر باللون الأحمر)